# Moosseedorf
Moosseedorf es una comuna suiza del cantón de Berna, situada en el distrito administrativo de Berna-Mittelland. Limita al noroeste con la comuna de Wiggiswil, al norte y este con Urtenen-Schönbühl, al sur con Bolligen, y al oeste con Münchenbuchsee.
Hasta el 31 de diciembre de 2009 situada en el distrito de Fraubrunnen.

## Ciudades hermanadas

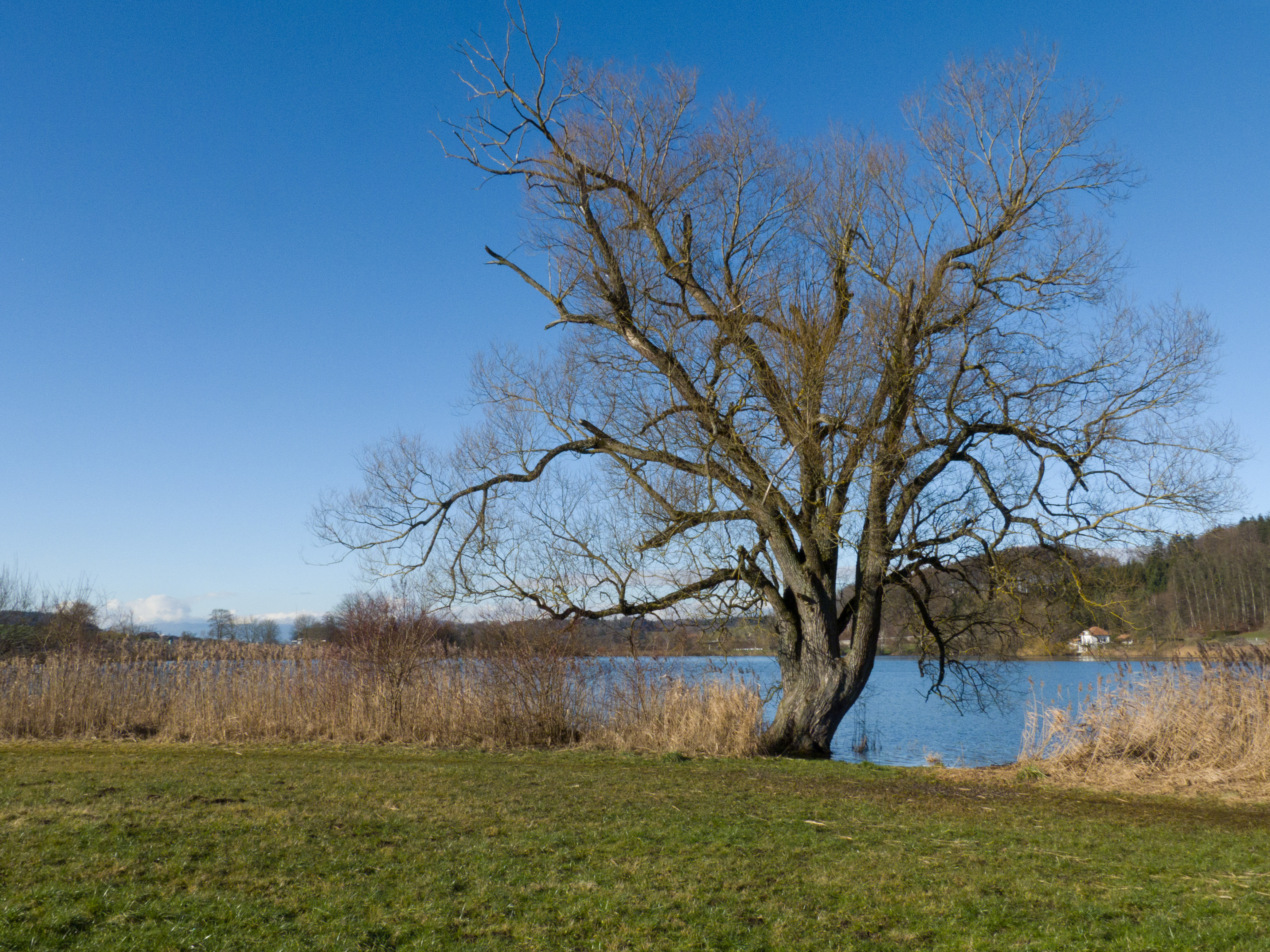
Lago de Moos.

- Habkern.
- Schangnau.
- Kaçanik.